# 芝浦工業短期大学
芝浦工業短期大学（しばうらこうぎょうたんきだいがく）は、東京都港区芝浦3-9-14に本部を置いていた日本の私立大学である。1950年に設置され、1983年に廃止された。大学の略称は芝短。本稿では、一度は廃止になった芝浦短期大学についても取り上げる。

## 概要

### 大学全体
- 東京都港区に所在した日本の私立短期大学で、設置主体は学校法人芝浦工業大学[1]。
- 国内で最初に認可された短期大学149校[注 4]の1校として、1950年に2学科体制で開学した[2]。
- 当初は、学校法人芝浦学園により運営されていたが、後に学校法人芝浦工業大学に組織変更される。学科の増設もあり、一時期は3学科体制[注 5]をとるようにある。一旦廃止になるも、1966年に芝浦工業短期大学として再開学となり、当初と同じ学科体制をとる。
- しかしながら長くは続かず、1975年度の入学生を最後に[注釈 2]、短期大学としての使命を終えることとなった[注釈 3]。

### 教育および研究
- 学科の一つである電気科第二部は、電気主任技術者資格に対応したカリキュラムが組まれていた。芝浦短期大学時に置かれていた交通科は全国の短大でも少数だった。

### 学風および特色
- 工業に関する専門教育を施し、新しい知識と教養を身につけた有用な中堅技術者の養成がねらいとされていた。
- 勤労の傍らで学業に勤しむ人々に大学教育を開放すべく、当初より夜間部のみ置かれていた[7]。

### 当時の入学試験について
- 数学・理科（物理）・｢英語｣が課されていた[8]。

## 沿革
- 1949年
  - 10月 文部省[注釈 4]に短期大学[注 6]の設置認可に関する申請を行う[注 7]。なお、学科・専攻は以下の通りとなっている[注 8]。
    - 機械工学科 入学定員80名
    - 電気工学科 入学定員80名
    - 工業経営学科 入学定員40名
- 1950年
  - 3月14日 左記を以て短期大学の設置が文部省[注釈 4]より認可される[注 9]。
  - 4月1日 左記を以て芝浦工業短期大学が以下の学科体制にて開学する[注 10]。
    - 機械工学科→機械科 入学定員80名→[注釈 5]
    - 電気工学科→電気科 入学定員80名→[注釈 5]
    - 工業経営学科 入学定員40名
- 1952年
  - 4月1日 芝浦短期大学と改称し、かつ以下の学科を増設する[注 11]
    - 交通科
      - 営業専攻[注釈 5]
      - 輸送専攻[注釈 5]
- 1955年
  - 4月1日 以下の学科については、この年度で学生募集を最終とする[注 12]。
    - 機械科第二部
    - 電気科第二部
- 1957年
  - 3月31日 以下の学科については左記をもって正式に廃止とする[22]。
    - 機械科第二部
    - 電気科第二部
- 1959年
  - 3月31日 以下の学科については左記をもって正式に廃止とする[注釈 6]。
    - 交通科
      - 営業専攻
      - 輸送専攻

  - 4月1日 学科の再設置を以下の通り行う[注釈 6]。
    - 機械科第二部[注釈 7]
    - 電気科第二部[注釈 7]
- 1964年
  - 3月31日 左記をもって芝浦短期大学としては廃止となる[注 13]
- 1966年
  - 1月25日 左記を以て文部省[注 14]より短期大学の再設置が認可される[注 15]。
  - 4月1日 芝浦工業短期大学として以下の学科体制にて再び開学[29]。
    - 機械科第二部[注釈 8]
    - 電気科第二部[注釈 8]
- 1975年
  - 4月1日 この年度をもって学生募集を終了[注釈 2]。
- 1983年
  - 3月31日 左記をもって正式に廃止となる[注釈 3]。

## 基礎データ

### 所在地
- 東京都港区西芝浦3-1[注 16]
- 東京都港区芝浦3-9-14[注釈 1]

### 象徴
- 芝浦工業短期大学のカレッジマークは右記資料にあり[31]。

## 教育および研究

### 組織

#### 学科
- 機械科第二部[注釈 9]
- 電気科第二部[注釈 9]
- 交通科第二部
  - 輸送専攻[注釈 10]
  - 営業専攻[注釈 10]

#### 専攻科
- なし

#### 別科
- なし

#### 取得資格について
- 教職課程として中学校教諭免許状が設けられていた。当初は、職業[35][14]、数学[14]が設けられていたが後に技術に変更された[31]
- 芝浦短期大学時には、機械科・電気科に高等学校教諭免許状（数学[14]）、（工業）も置かれていた[35]

##### 年度別学生数
| 年度   | 機械科      | 電気科      | 交通科 | 出典   |
| ------ | ----------- | ----------- | ------ | ------ |
| 1954年 | 130         | 130         | 115    | [ 36 ] |
| 1958年 | -           | -           | 30     | [ 37 ] |
| 1959年 | 50          | 22          | -      | [ 38 ] |
| 1960年 | 52          | 42          | -      | [ 39 ] |
| 1961年 | 70          | 65          | -      | [ 40 ] |
| 1962年 | 40          | 40          | -      | [ 41 ] |
| 1963年 | [ 注釈 12 ] | [ 注釈 12 ] | -      | [ 42 ] |
| 1964年 | [ 注釈 12 ] | [ 注釈 12 ] | -      | [ 43 ] |
| 1965年 | [ 注釈 12 ] | [ 注釈 12 ] | -      | [ 44 ] |
| 1966年 | 50          | 50          | -      | [ 45 ] |
| 1967年 | 108         | 95          | -      | [ 46 ] |
| 1968年 | 117         | 98          | -      | [ 47 ] |
| 1970年 | 124         | 103         | -      | [ 48 ] |
| 1971年 | 200         | 155         | -      | [ 49 ] |
| 1972年 | 265         | 179         | -      | [ 50 ] |
| 1973年 | 265         | 179         | -      | [ 51 ] |
| 1975年 | 170         | 166         | -      | [ 52 ] |
| 1976年 | 82          | 77          | -      | [ 53 ] |
| 1977年 | 3           | 1           | -      | [ 54 ] |

### 研究
- 『芝浦工業短期大学紀要』[55]

## 大学関係者と組織

### 大学関係者組織
- 「芝浦工業大学校友会」と称する同窓会組織に含まれているものと思われる。

### 大学関係者一覧
歴代学長
- 沖種郎

## 対外関係

### 関係校
- 大阪交通短期大学
- 東京交通短期大学

### 系列校
- 芝浦工業大学

## 卒業後の進路について

### 編入学・進学実績
- 芝浦工業大学への編入学制度があった。